# Beatrix Navarrská
Beatrix Navarrská (francouzsky Béatrice de Champagne, 1242–1295, Villaines-en-Duesmois) byla burgundská vévodkyně z dynastie z Blois.
Narodila se jako dcera navarrského krále Theobalda a jeho třetí manželky Markéty, dcery Archambauda VIII. z Bourbonu. Roku 1258 byla smluvena její svatba s burgundským vévodou Hugem, nadšeným účastníkem křížových výprav, dělilo je téměř třicet let. Roku 1272 ovdověla a v následující léta trávila spory s nevlastním synem Robertem. Zemřela po červenci 1295.